# Горича Вас
Горича Вас (словен. Goriča vas) — поселення в общині Рибниця, регіон Південно-Східна Словенія, Словенія.